# إنيغو بيريث
إنييغو بيريز سوطو (بالإسبانية: Iñigo Pérez)، من مواليد 18 ديسمبر 1988 في بامبلونا في إسبانيا، لاعب كرة قدم إسباني.
بدأ مسيرته الكروية مع نادي أثلتك بلباو في عام 2009، وهو الآن مدرب لنادي رايو فاليكانو.

## وصلات خارجية
- إنيغو بيريث على موقع قاعدة بيانات كرة القدم.إي يو (الإنجليزية)
- إنيغو بيريث على موقع Soccerbase.com (لاعب) (الإنجليزية)
- إنيغو بيريث على موقع Soccerway.com (الإنجليزية)
- إنيغو بيريث على موقع AS.com (الإسبانية)